# Celeste Espino
Celeste Maryel Espino Mendoza (* 9. August 2003 in Zapopan, Jalisco), üblicherweise als Celeste Espino bezeichnet, ist eine mexikanische Fußballspielerin auf der Position des Torwarts.

## Leben
Celeste Espino steht seit der Saison 2018/19 bei Chivas Femenil unter Vertrag und wurde schon bald in die mexikanische U-20-Nationalmannschaft berufen, für die sie auch alle 4 Spiele bei der U-20-Weltmeisterschaft der Frauen 2022 in Costa Rica bestritt. 
In der Saison 2021/22 gewann sie als Stammtorhüterin mit Chivas Femenil in der Clausura 2022 die Meisterschaft der Liga MX Femenil und am Saisonende den Campeón de Campeones Femenil gegen den Sieger der Apertura 2021, Rayadas de Monterrey. Nachdem es nach insgesamt 180 Minuten mit den Ergebnissen von 1:1 und 0:0 im Hin- und Rückspiel keinen Sieger gegeben hatte, wurde sie für das entscheidende Elfmeterschießen gegen die frühere Stammtorhüterin Blanca Félix ausgewechselt, der der Ruf einer „Elfmeterkillerin“ anhaftet, den sie beim anschließenden 3:0-Sieg mit zwei gehaltenen Schüssen erneut unter Beweis stellen konnte.
Im März 2023 zog Espino sich eine schwere Verletzung zu, die sie bis mindestens Ende 2023 zu einer Spielpause zwingt.

## Erfolge
- Mexikanischer Meister: Clausura 2022
- Campeón de Campeones Liga MX Femenil: 2021/22